# Ewald Roscher
Ewald Roscher (ur. 19 listopada 1927 w Božím Darze, zm. 21 stycznia 2002 w Karlsruhe) – niemiecki skoczek narciarski, trener reprezentacji RFN i reprezentacji Szwajcarii. Znany jako Profesor narciarstwa w Baden-Baden, miejscu swojego zamieszkania.

## Kariera
Ewald Roscher w wieku 6 lat zaczął uprawiać biegi narciarskie oraz skoki narciarskie. Jednak później przeszedł na narciarstwo alpejskie. W wieku 14 lat wygrał zawody w kombinacji alpejskiej i slalomie.
W 1950 roku został wicemistrzem RFN na dużej skoczni, a 6 stycznia 1953 roku znalazł się w składzie inauguracyjnego konkursu na Kreuzbergschanzen w Bischofsheim in der Rhön w obecności 8 000 widzów. W 1959 roku wziął udział w wielkanocnych zawodach w Klingenthal, będąc tym samym pierwszym skoczkiem z RFN-u, który wziął udział w zawodach w ówczesnej NRD. W tym samym roku został mistrzem RFN na normalnej skoczni, po czym w wieku 31 lat zakończył sportową karierę.

## Kariera trenerska
Ewald Roscher po zakończeniu kariery sportowej rozpoczął karierę trenerską. W latach 1960–1968 był trenerem reprezentacji RFN. W czasie kadencji nawiązał współpracę z Wolfgangiem Happle, Georgiem Thomą i Heinim Ihle, z którymi mocno zaangażował się w rozwój nart do skakania, które z 250 gramami ołowiu, przyklejonymi w niewidoczny sposób do końca nart skokowych, miały o 20 cm więcej nart przednich, a tym samym zrewolucjonizowały zdolność skoczków do skakania.
Następnie Roscher w latach 1968–1980 był trenerem reprezentacji Szwajcarii. Za kadencji Roschera największe sukcesy odnosili: Walter Steiner (wicemistrz olimpijski 1972 na dużej skoczni, dwukrotny mistrz świata w lotach), Hans Schmid oraz Hansjörg Sumi.
Po zimowych igrzyskach olimpijskich 1980 w Lake Placid, Roscher wrócił do Niemieckiego Związku Narciarskiego w roli trenera reprezentacji RFN i osiągał bardzo dobre wyniki ze swoimi zawodnikami, zwłaszcza z młodym wówczas Dieterem Thomą, którego stryj – Georg był podopiecznym Roschera podczas zimowych igrzysk olimpijskich 1960 w Squaw Valley. W 1984 roku Roscher powołał Dietera Thomę na Turniej Czterech Skoczni 1984/1985, który tym samym został najmłodszym uczestnikiem tego turnieju.
Z reprezentacją RFN rozstał się w 1988 roku, a jego następcą został Rudi Tusch. Był człowiekiem, który nigdy w życiu nie szukał słów, co wielokrotnie przysparzało mu problemów z Niemieckim Związkiem Narciarskim. Jego najbardziej znane powiedzenie to: 20% skoczka to talent, 80% to ciężka praca.
W latach 1988–1992 dalej pracował jako trener w Niemieckim Związku Narciarskim. Pracował również jako biomechanik i komentator telewizyjny w stacji ZDF.
Sukcesy podopiecznych Roschera w Szwajcarii w latach 1968–1980 (chronologicznie)
| Medal | Zawodnik       | Zawody                      | Rok  |
| ----- | -------------- | --------------------------- | ---- |
|       | Walter Steiner | Igrzyska olimpijskie        | 1972 |
|       | Walter Steiner | Mistrzostwa świata w lotach | 1972 |
|       | Walter Steiner | Mistrzostwa świata w lotach | 1973 |
|       | Walter Steiner | Turniej Czterech Skoczni    | 1974 |
|       | Walter Steiner | Turniej Czterech Skoczni    | 1977 |
|       | Walter Steiner | Mistrzostwa świata w lotach | 1977 |
|       | Hansjörg Sumi  | Turniej Czterech Skoczni    | 1979 |

## Życie prywatne
Ewald Roscher pochodził z rodziny z tradycjami narciarskimi. Ojciec Roschera aktywnie uprawiał kombinację norweską, zginął w maratonie narciarskim w Schwarzwaldzie. Pedagogiczna passa Roschera została odkryta już za szkolnych czasów. W swoim późniejszym rodzinnym mieście – Baden-Baden nauczył się zawodu malarza, który wykonywał już jego ojciec. Potem mimo uzyskania tytułu magistra w tej dziedzinie, rzadko wykonywał zawód.
Roscher jako ojciec trójki ojciec, oprócz pracy trenera skoków narciarskich trenował inne dyscypliny sportu oraz poszerzał swoją wiedzę z zakresu psychologii. Oprócz łucznictwa skupiał się również na treningu autogennym oraz technikach rozluźniania mięśni i jogi.
Bruno Moravetz scharakteryzował Roschera jako nauczyciela i wychowawcę młodzieży.
Ewald Roscher zmarł 21 stycznia 2002 roku w Karlsruhe w wieku 74 lat.